# Heulandit
Heulandit ist die Sammelbezeichnung für ein nicht näher bestimmtes Mineral einer Mischkristallreihe mit den von der International Mineralogical Association (IMA) anerkannten Endgliedern

Heulandit-Ba, Heulandit-Ca, Heulandit-K, Heulandit-Na und Heulandit-Sr aus der Mineralklasse der „Silikate und Germanate“. Strukturell gehören die Heulandite zu den Gerüstsilikaten (Tektosilikate) und dort zur Familie der Zeolithe.
Alle Mitglieder der Heulandit-Serie kristallisieren im monoklinen Kristallsystem mit der allgemeinen chemischen Zusammensetzung (X)5[Al9Si27O72]·≈24H2O, wobei X für die Kationen Barium, Calcium, Kalium, Natrium und Strontium steht, die sich in der Formel jeweils gegenseitig vertreten können (Substitution, Diadochie), jedoch immer im selben Mengenverhältnis zu den anderen Bestandteilen des Minerals stehen. Für die einzelnen Endglieder wird die chemische Zusammensetzung allerdings auch zusammenfassend wie folgt angegeben:
- Heulandit-Ba – (Ba,Ca,K)5(Si27Al9)O72·22H2O
- Heulandit-Ca – (Ca,Na,K)5(Si27Al9)O72·26H2O
- Heulandit-K – (K,Ca,Na)5(Si27Al9)O72·26H2O
- Heulandit-Na – (Na,Ca,K)6(Si,Al)36O72·22H2O
- Heulandit-Sr – (Sr,Ca,Na)5(Si27Al9)O72·24H2O

Heulandit entwickelt meist blättrige bis tafelige Kristalle, kommt aber auch in Form körniger bis massiger Aggregate vor. Unverletzte Kristallflächen weisen einen glasähnlichen Glanz auf, Spaltflächen schimmern dagegen eher perlmuttartig. In reiner Form ist Heulandit farblos und durchsichtig. Durch vielfache Lichtbrechung aufgrund von Gitterbaufehlern oder polykristalliner Ausbildung kann er aber auch weiß erscheinen und durch Fremdbeimengungen eine graue, gelbe, rosa bis rote, orange oder braune bis schwarze Farbe annehmen, wobei die Transparenz entsprechend abnimmt. Die Strichfarbe ist dagegen immer weiß.
Mit einer Mohshärte von 3,5 bis 4 gehören die Heulandite zu den mittelharten Mineralen, die sich ähnlich leicht wie das Referenzmineral Fluorit (4) mit einem Taschenmesser ritzen lassen.

## Etymologie und Geschichte
Erstmals beschrieben wurde Heulandit durch Henry James Brooke, der das Mineral nach dem englischen Mineralsammler und -händler John Henry Heuland (1778–1856) benannte.
Im Zuge der Neuordnung der Familie der Zeolithe 1997 wurden auch die Endglieder Heulandit-Mischreihe neu definiert und die in der Formel vorherrschenden Kationen als Kürzel angehängt.
Als Typlokalität für die Einzelminerale gelten für
- Heulandit-Ba das Silberbergwerk Kongsberg in der norwegischen Provinz Buskerud
- Heulandit-Ca die schottische Grafschaft Dunbartonshire im Vereinigten Königreich
- Heulandit-K der Ort Albero Bassi nahe Schio in der italienischen Region Venetien
- Heulandit-Na der Ort Challis im Custer County des US-Bundesstaates Idaho
- Heulandit-Sr die Campegli Mine in der italienischen Gemeinde Castiglione Chiavarese

## Klassifikation
In der veralteten 8. Auflage der Mineralsystematik nach Strunz gehörte der Heulandit zur Mineralklasse der „Silikate“ und dort zur Abteilung „Gerüstsilikate (Tektosilikate)“, wo er gemeinsam mit Brewsterit, Epistilbit, Klinoptilolith, Stellerit und Stilbit in der „Heulandit-Stilbit-Gruppe“ mit der Systemnummer VIII/F.12 steht.
Die seit 2001 gültige und von der IMA verwendete 9. Auflage der Strunz’schen Mineralsystematik ordnet die Heulandite ebenfalls in die Abteilung der „Gerüstsilikate (Tektosilikate) mit zeolithischem H2O; Familie der Zeolithe“ ein. Diese ist allerdings weiter unterteilt nach der Gerüststruktur, so dass die Minerale entsprechend seiner Zusammensetzung in der Unterabteilung „Tafeln mit 4-4-1-1 Struktureinheiten“ zu finden ist, wo sie nur noch zusammen mit Klinoptilolith-Ca, Klinoptilolith-K und Klinoptilolith-Na die „Heulanditgruppe“ mit der System-Nr. 9.GE.05 bilden.
Auch die vorwiegend im englischen Sprachraum gebräuchliche Systematik der Minerale nach Dana ordnet die Heulandite in die Klasse der „Silikate und Germanate“ und dort in die Abteilung der „Gerüstsilikate: Zeolith-Gruppe“ ein. Hier sind sie ebenfalls in der Gruppe „Heulandit und verwandte Arten“ mit der System-Nr. 77.01.04 innerhalb der Unterabteilung „Echte Zeolithe“ zu finden.

## Kristallstruktur

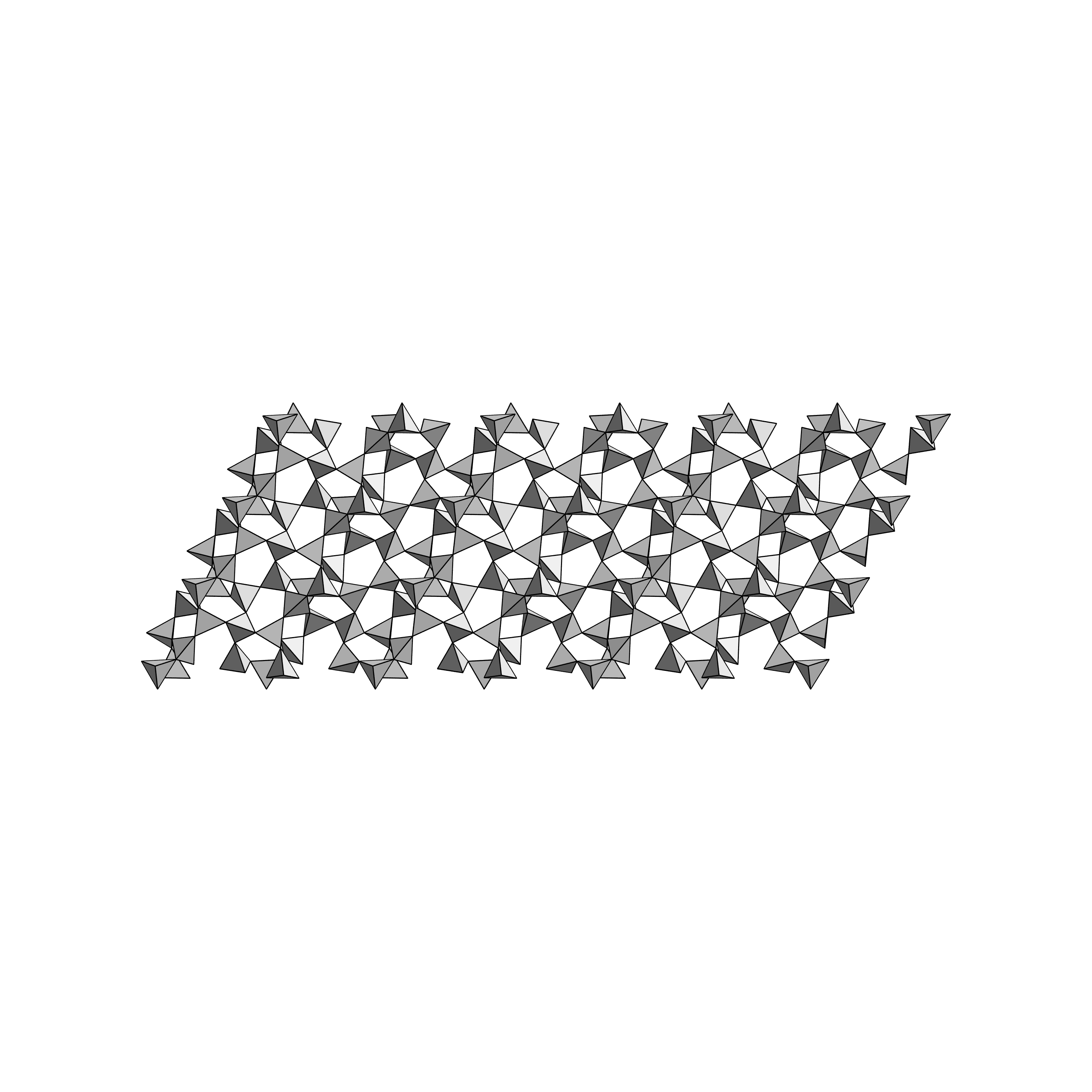
Kristallstruktur von Heulandit, Sicht entlang der b-Achse

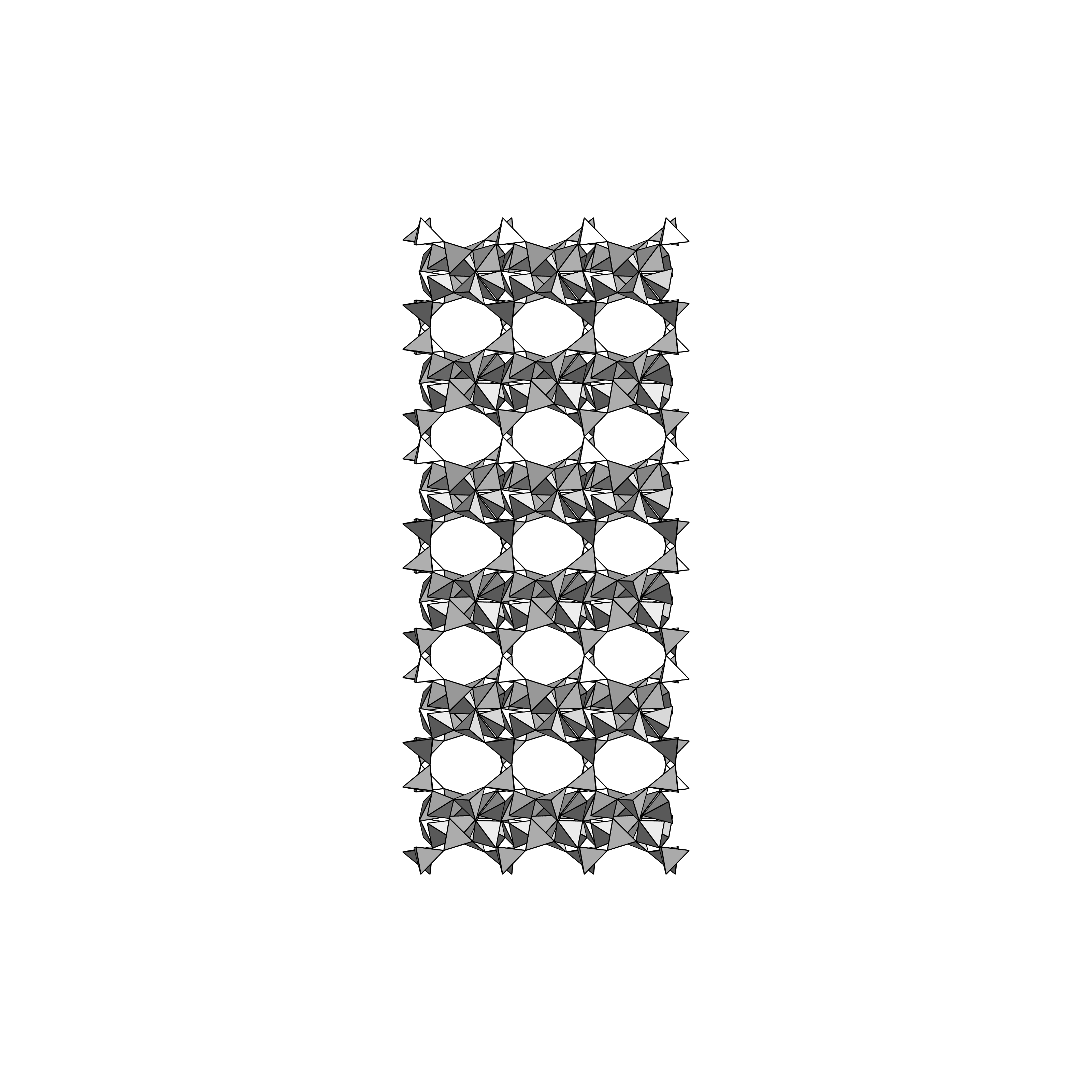
Kristallstruktur von Heulandit, Blick entlang der a-Achse

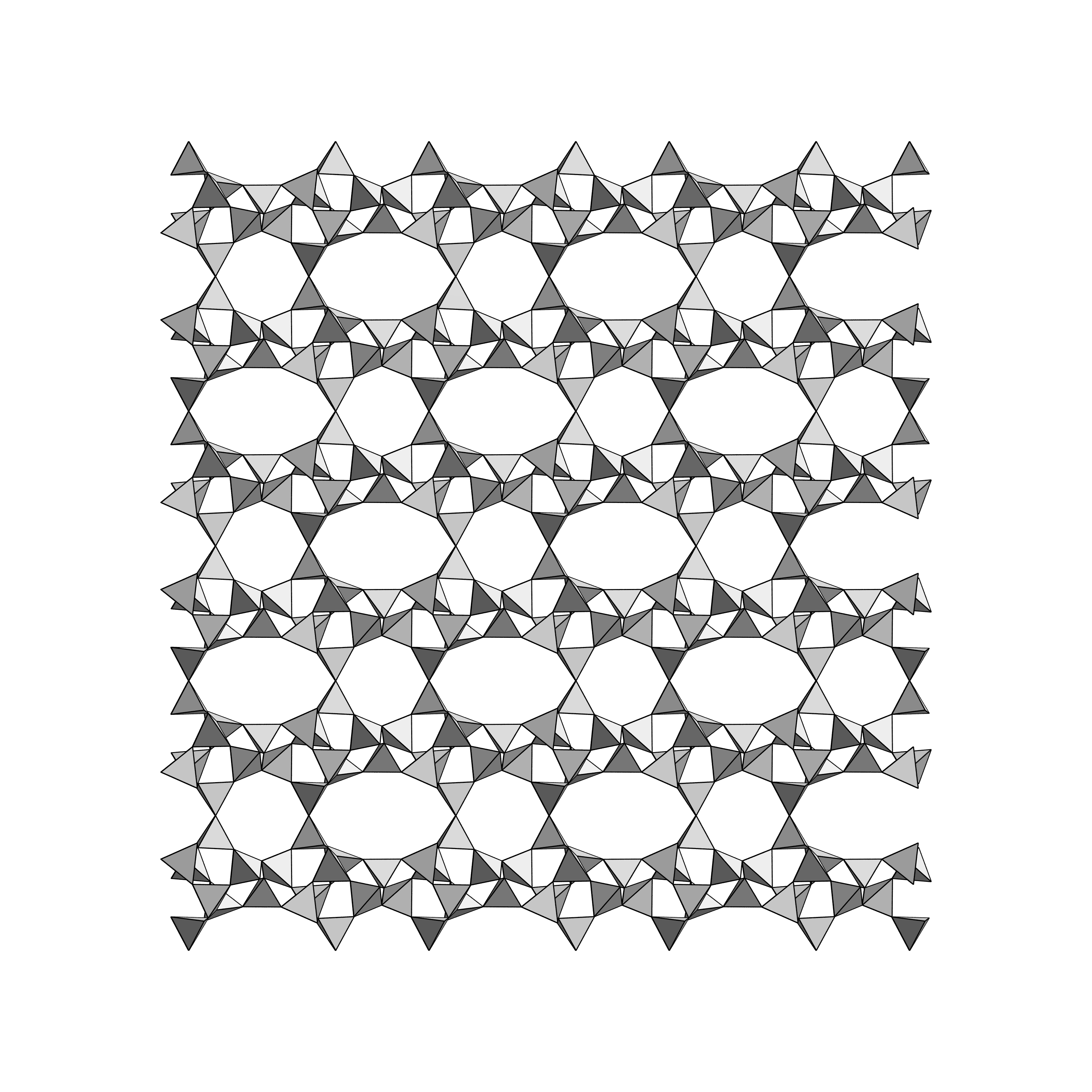
Kristallstruktur von Heulandit, Blick entlang der c-Achse

Alle Heulandite kristallisieren monoklin in der Raumgruppe C2/m (Raumgruppen-Nr. 12), Cm (Nr. 8) oder C2 (Nr. 5) mit folgenden Gitterparametern bei einer Formeleinheit pro Elementarzelle:
- Heulandit-Ba - a = 17,738(3) Å; b = 17,856(2) Å; c = 7,419(1) Å und β = 116,55(2)°.[1]
- Heulandit-Ca - a = 17,72 Å; b = 17,90 Å; c = 7,43 Å und β = 116,4°.[2]
- Heulandit-K - a = 17,50 Å; b = 17,82 Å; c = 7,53 Å und β = 116,1°.[2]
- Heulandit-Na - a = 17,76 Å; b = 17,98 Å; c = 7,40 Å und β = 116,4°.[2]
- Heulandit-Sr - a = 17,65 Å; b = 17,88 Å; c = 7,40 Å und β = 116,6°.[2]

### Alumosilikatgerüst
Die Si4+- und Al3+-Ionen sind tetraedrisch von vier Sauerstoffanionen umgeben, so dass die Kationen im Zentrum und die Anionen an den Ecken des Koordinationspolyeders liegen.
Die (Al,Si)O4-Tetraeder sind an allen vier Ecken über gemeinsame Sauerstoffionen zu einem Gerüst verknüpft, das durch den Einbau von Al statt Si eine negative (anionische) Ladung hat. Diese wird durch den Einbau von Kationen in den Hohlräumen des Gerüstes ausgeglichen.
Das Heulandit-Gerüst (Gerüsttyp „HEU“) setzt sich aus 10er-, 8er-, 5er- und 4er-Ringen zusammen und zeichnet sich durch ein zweidimensionales Kanalsystem aus. Es wird in zwei Raumrichtungen von Kanälen durchzogen, die den Durchgang von Teilchen mit einem maximalen Durchmesser von 3,67 Å erlauben. Die Hohlräume des Gerüstes können Teilchen von maximal 5,97 Å Durchmesser aufnehmen. Der Anteil des zugänglichen Volumens liegt bei 9,5 % und die Gerüstdichte beträgt 17,5 Tetraeder/1000 Å3.
Sekundäre Baueinheiten
Das HEU-Gerüst kann aus der Sekundären Baueinheit 4-4=1 aufgebaut werden. Die Baueinheit besteht aus 9 Tetraedern, ein Doppel-4er-Ring (D4R) mit einem zusätzlichen, mit beiden Ringen verbundenen Tetraeder.
Das HEU-Gerüst gehört mit dem RRO-Gerüst (synthetischer Zeolith RUB-41) zu einer Familie. 4-4=1-Baueinheiten sind in Richtung der z-Achse zu Ketten verbunden. Diese Ketten sind über 4er- und 5er-Ringe in x-Richtung zu einer zweidimensionalen Periodischen Baueinheit (PerBU) verbunden. Diese Schichten sind in y-Richtung unter Bildung von 8er- und 10er-Ringen miteinander verbunden. Beim Heulandit können diese Schichten mit einer 180°-Drehung aufeinander abgebildet werden, beim RRO-Gerüst mit einer einfachen Verschiebung (Translation) in y-Richtung.
Kanäle und Kavernen
Eine alternative Beschreibung baut die Gerüststruktur aus größeren Baueinheiten, den Composite Building Units zusammen. Das HEU-Gerüst lässt sich aus einer aufbauenden Struktureinheit (CBU) aus 10 Tetraedern (Doppel-4er-Ring mit 2 zusätzlichen Tetraedern, mit denen sich weitere vier 5er-Ringe ergeben) aufgebaut denken.
Kanäle aus 10er-Ringen durchziehen die Struktur in a-Richtung, 8er-Ring-Kanäle in a- und c-Richtung und ergeben ein zweidimensionales Kanalsystem in der a-c-Ebene des Gerüstes. Teilchen mit 3,05 Å können in a- und c-Richtung durch das Gerüst diffundieren. Die 10er-Kanäle in a-Richtung erlauben den Durchgang von Teilchen mit 3,67 Å.
An den Kreuzungspunkten der 8er-Ring-Kanäle liegen Kavernen, die von acht 4er-Ringen, acht 5er-Ringen und vier 8er-Ringen begrenzt werden (Flächensymbol [48 58 84]). Die Kavernen sind über die 8er-Ringe in a- und c-Richtung miteinander verbunden. Für dieses zweidimensionale Porensystem ist der „pore descriptor“ {2 [48 58 84] [100] (8-ring), [001] (8-ring)}.
An den Kreuzungspunkten der 8er-Ring- und 10er-Ring-Kanäle liegen Kavernen, die von acht 5er-Ringen, zwei 8er-Ringen und zwei 10er-Ringen begrenzt werden (Flächensymbol [58 82 102]). Die Kavernen sind über die 8er-Ringe entlang der [102]-Achse und 10er-Ringe entlang der a-Achse ([100]) miteinander verbunden. Für dieses zweidimensionale Porensystem ist der „pore descriptor“ {2 [58 82 102] [102] (8-ring), [100] (10-ring)}. In diese Kaverne können Teilchen mit einem Durchmesser von bis zu 5,98 Å eingeschlossen werden.

## Eigenschaften
Beim Erhitzen auf über 210 °C verliert Heulandit einen Teil seines Kristallwassers und verhält sich aufgrund der daraus resultierenden Gitterkontraktion orthorhombisch. In dieser Form wird das Mineral gelegentlich auch als Metaheulandit bezeichnet.

## Bildung und Fundorte

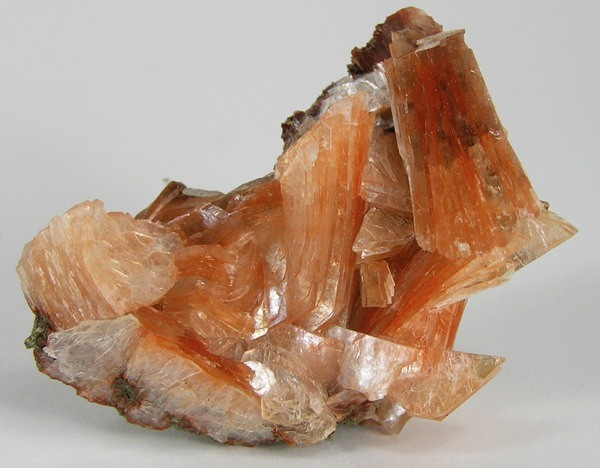
Orangefarbener Heulandit von der Garrawilla Station, Coonabarabran, New South Wales, Australien (Größe: 4,5 cm × 2,9 cm × 1,3 cm)

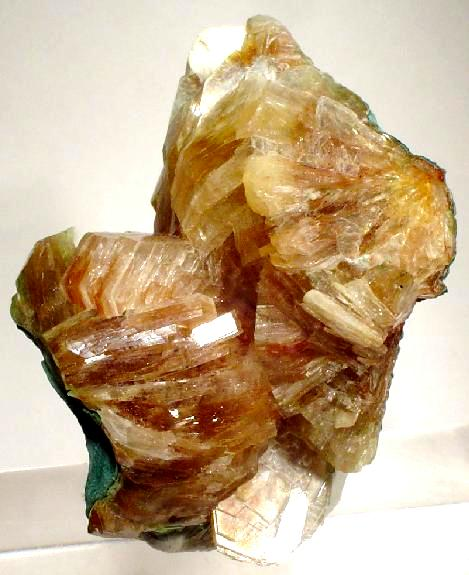
Hellgelblichbrauner Heulandit-Ca aus Linópolis (Gemeinde Divino das Laranjeiras), Minas Gerais, Brasilien (Größe: 4,8 cm × 3,0 cm × 2,2 cm)

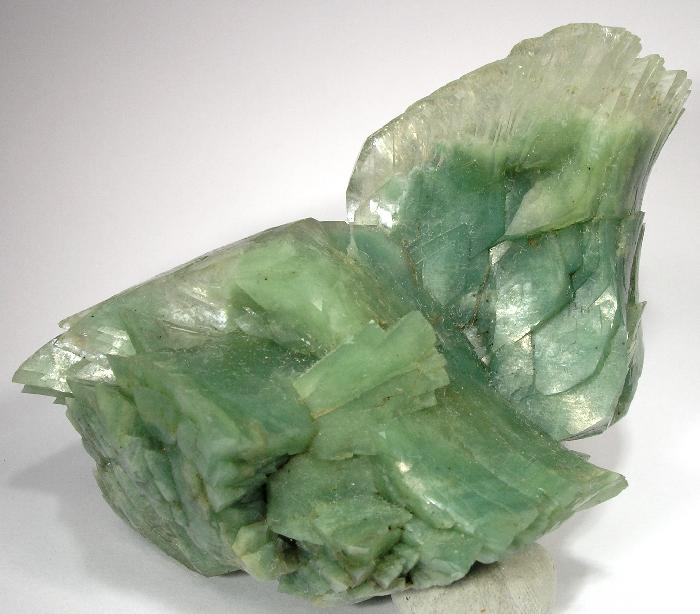
Durch Einlagerung von Seladonit grünfarbiger Heulandit-Ca aus Ahmednagar, Maharashtra, Indien (Größe: 7,2 cm × 4,5 cm × 4,2 cm)

Heulandit bildet sich in Hohlräumen von Basalt, stark verwitterten Andesiten und Diabasen, kann aber auch bei der Devitrifikation vulkanischer Gläser und Tuffe entstehen. Als Begleitminerale treten unter anderem verschiedene Apophyllite und Zeolithe sowie Calcit und Datolith auf.
Als häufige Mineralbildungen sind Heulandite im Allgemeinen an vielen Fundorten anzutreffen, wobei bisher insgesamt über 1300 Fundorte bekannt sind (Stand 2014). Da diese Funde allerdings eher selten hinreichend präzise analysiert werden, sind Angaben zu den einzelnen Engliedern in Bezug auf die Anzahl der Fundorte entsprechend ungenau.
Bekannt aufgrund außergewöhnlicher Heulanditfunde ist vor allem im indischen Bundesstaat Maharashtra, wo bis zu 10 Zentimeter große, tafelige Kristalle und Stufen unter anderem im Distrikt Nashik, aber auch in den Distrikten Jalgaon und Pune (Poonah) entdeckt wurden.
In Deutschland konnte das Mineral unter anderem an mehreren Orten im Bayerischen Wald (Waldkirchen, Bischofsmais und Bodenmais), im hessischen Odenwald (Mühltal), im niedersächsischen Harzgebirge (Bad Harzburg, Sankt Andreasberg), bei Königswinter in Nordrhein-Westfalen sowie an wenigen Stellen im Saarland, in Rheinland-Pfalz, Sachsen, Sachsen-Anhalt und Thüringen gefunden werden.
In Österreich fand man Heulandit bisher vor allem an verschiedenen Orten auf der Koralpe von Kärnten bis zur Steiermark, den Hohen Tauern von Kärnten bis Salzburg, im niederösterreichischen Waldviertel sowie in Nordtirol, im oberösterreichischen Mühlviertel und im Vorarlberger Gebirgstal Montafon.
In der Schweiz kennt man Heulandit vor allem aus den Kantonen Graubünden (Bregaglia, Vorderrheintal), Tessin (Valle Maggia), Uri (Reusstal, Urserental) und Wallis (Binntal, Goms, Lötschental).
Weitere Fundorte liegen unter anderem in der Antarktis, Argentinien, Australien, Brasilien, Bulgarien, Chile, China, Costa Rica, Dänemark, Ecuador, Finnland, Frankreich, Griechenland, Irland, Island, Israel, Italien, Japan, Kanada, Kasachstan, Madagaskar, Marokko, Mexiko, Namibia, Neuseeland, Nicaragua, Norwegen, Peru, auf den Philippinen, in Polen, Portugal, auf Réunion, in Rumänien, Russland, Schweden, der Slowakei, in Slowenien, Spanien, Südafrika, Taiwan, Tansania, der Türkei, Tschechien, der Ukraine, Ungarn, Uruguay, im Vereinigten Königreich (UK), den Vereinigten Staaten von Amerika (USA) und Zypern.
Auch in Gesteinsproben vom Zentralindischen Rücken konnte Heulandit nachgewiesen werden.

## Verwendung
Als echte Zeolithe eignen sich auch Heulandite aufgrund ihrer mikroporösen Gitterstruktur unter anderem gut als Ionenaustauscher, Molekularsieb und für viele andere technische Anwendungen, werden aber heutzutage oft synthetisch hergestellt, siehe auch Verwendungsmöglichkeiten von Zeolithen.